# العزى
العُزَّى هي من آلهة العرب التي عبدها أهل مكة في الجزيرة العربية قبل الإسلام. وقد كانت طرفا في الثالوث الإلهي الذي يجمعها مع اللات ومناة، وتأتي في المرتبة الثانية بعد اللات ثم مناة؛ وعلى هذا الترتيب، وصفها الله في القرآن تقليلاً من شأنها، وتسفيهاً لعقول المشركين، واحتجاجاً على نسبة ما هو أنثوي إلى الله، والاستئثار بما هو ذكوري لهم ـ أي كفار مكة؛ حيث قال: ﴿أَفَرَأَيْتُمُ اللَّاتَ وَالْعُزَّى ۝١٩ وَمَنَاةَ الثَّالِثَةَ الْأُخْرَى ۝٢٠ أَلَكُمُ الذَّكَرُ وَلَهُ الْأُنْثَى ۝٢١ تِلْكَ إِذًا قِسْمَةٌ ضِيزَى ۝٢٢﴾ [النجم:19–22]. وكانوا يعتقدون أيضا أنها من بنات الله. كانت قبيلة قريش وقبيلة كنانة تخصها بالعبادة ويعبدها أيضا كل من والأهم. وحسب رواية ابن الكلبي فإن أول من اتخذ العزى إلهة يعبدها هو ظالم بن أسعد.

## المظهر والاعتقاد
أورد الطبري روايات تفيد بأن العرب كانوا يقدسون أجمة شجيرات على أنها تمثلها، وفي روايات أخرى ورد أنها حجر. والغالب أنه كان للعزى تمثالا على شكل امرأة. ويظهر من اسمها الذي هو مشتق من العزة أنها كانت إلهة قوية عزيزة تعز من عبدها، وقد كانت قريش تحملها معها في حروبها. وكانوا يسمونها ملكة السماء. وكانوا يرونها أيضًا شديدة العقاب والانتقام ممن يعاديها، وذلك أن امرأة رومية أسلمت فذهب بصرها بعد إسلامها بقليل فقالت قريش: «ما أذهب بصرها إلا اللات والعزى» فلما بلغ المرأة الرومية كلامهم قالت: «كذبوا وبيت الله! ما تضران اللات والعزى».

## العبادة
الأصل في عبادة العزى - كما ذكر ابن الكلبي - أن ظالم بن أسعد لما رأى القرشيين يطوفون بالكعبة ويسعون بين الصفا والمروة ذرع البيت (أي قاسه بالذراع) وأخذ حجرا من الصفا وحجرا من المروة ورجع إلى قومه وقال: "يا معشر غطفان، لقريش بيت يطوفون حوله والصفا والمروة وليس لكم شيء. فلنبني بيتا على قدر البيت" ثم وضع الحجرين وقال: "هذان الصفا والمروة، فاجتزءوا به عن الحج. فأطاعوه. ثم قال بنو صداء: "أما والله لنتخذن حرمًا مثل حرم مكة، لا يقتل صيده، ولا يعضد شجره، ولا يهاج عائذه". فقام بنو مرة بن عوف وتولوا فعل ذلك وعينوا رباح بن ظالم قائما على أمر الحرم وبناء حائطه وتعاونوا على إنجازه واختاروا لإلهتهم شعبًا اسمه سقام في وادي حراض شرق مكة. وكانوا مقيمين عند ينبوع ماء لهم يقال له بُسّ، فسموا بيت العزى باسم ذلك المكان، وعكفوا يعبدونها ويقيمون شعائرها. فلما تناهى الخبر إلى مسمع زهير بن جناب الكلبي قال: "والله لا يكون ذلك وأنا حي، ولا أخلي غطفان تتخذ حرمًا أبدا". ثم سار في قومه حتى غزا غطفان وتمكن منها، واستولى على الحرم، وقطع رقبة أسير من غطفان به ليخفر ذمة الحرم ويريق به الدم فلا يعود طاهرا، ثم إنه هدم البُسّ، وكان هذا هو الهدم الأول لبيت العزى.
ثم أقاموا لها بناء آخرا غير الذي هدم.
وكانت قريش تعظم العزى وتخصها بالزيارة والهدية دون غيرها من الآلهة، وكانوا يضعون الهدايا في حفرة يسمونها «الغبغب» أمام تمثال العزى في معبدها. وكان للعزى أيضا منحرا داخل البُسّ تنحر عليه القرابين. وكانت قريش إذا فرغت من حجها لا يحلون حتى يأتون العزى ويطوفون بها ويعكفون عندها يوما كاملا.
وقد عرف عبادة العزى أيضا بعض الشعوب من اليمانيين وكانوا يسمونها «عزيان»، وكان الأنباط وآل لخم ملوك الحيرة يعبدونها أيضا. إلا أن عبادة آل لخم للعزى كانت مختلفة و«متطرفة» بعض الشيء، فقد كانوا يتقربون إليها بالذبائح البشرية. فيقال أن المنذر ملك الحيرة قد تقرب للعزى بذبح ابن الملك الغساني الحارث. وقد ورد في تواريخ السريان أن المنذر بن ماء السماء قد ضحى بأربعمائة راهبة مسيحية للعزى. وذكر «إسحاق الأنطاكي» أن العرب كانوا يقدمون الأولاد والبنات قرابينًا للعزى فينحرونهم لها.
وذُكِرَ أيضا أن في معركة أحد التي قامت بين قريش والمسلمين، حملت قريش آلهتها معهم لحمايتهم ونصرهم وكان ممن حملوا من آلهتهم اللات والعزى، فلما انتصر القرشيون في المعركة صاح أبو سفيان قائلا: «اعلُ هبل» (أي اعلُ يا هُبَل) فقال المسلمون: «الله أعلى وأَجَلّ» فقال أبو سفيان: «لنا العزى ولا عزى لكم» فقال الرسول: «ألا تجيبونه؟» فقال المسلمون: «يا رسول الله وما نقول؟» قال: «قولوا: الله مولانا ولا مولى لكم».

وقد كانوا يحلفون بالعزى أيضا وغالبا ما تكون معطوفة على اللات فتراهم يقولون: «واللات والعزى». وقد قال الشاعر أبو جندب الهذلي بيتا في قصيدة يخاطب به امرأة كان يهواها يذكر المرأة بيمين حلفتها فقال: 
يعني العزى لأنه كان لها حرما محميا في شعب سقام كما تقدم.
وكانوا أيضا إذا أرادوا القيام بأمر والتبس عليهم قاموا إلى العزى ليستشيرونها في ذلك الأمر وكانوا يذهبون إلى السادن بالهدايا والقرابين ثم يخبرونه بالأمر الذي جاؤوا من أجله فيدخل السادن ويسأل العزى ثم يعود السادن ويدخل الرجل معه أمامها فتجيبه بصوت يسمعه السائل.
وكان بعض العرب يتسمون بأسماء يتعبدون فيها للعزى كـ«ـأمة العزى» و«عبد العزى»

## ما بعد الإسلام
لما ظهرت الدعوة الإسلامية في مكة قاتل الناس دفاعا عن آلهتهم وذكر القرآن رأيهم في تلك الدعوة في سورة ص: ﴿وَعَجِبُوا أَنْ جَاءَهُمْ مُنْذِرٌ مِنْهُمْ وَقَالَ الْكَافِرُونَ هَذَا سَاحِرٌ كَذَّابٌ ۝٤ أَجَعَلَ الْآلِهَةَ إِلَهًا وَاحِدًا إِنَّ هَذَا لَشَيْءٌ عُجَابٌ ۝٥﴾ [ص:4–5]. وقد كان سادن العزى في بداية الإسلام رجل من بني سليم يقال له أفلح بن نضر الشيباني. فلما حضرته الوفاة دخل عليه أبو لهب وهو حزين، فقال له أبو لهب: «ما لي أراك حزينا؟» فقال أفلح: «أخاف أن تضيع العزى من بعدي» فقال له أبو لهب: «فلا تحزن، فأنا أقوم عليها بعدك». فصار أبو لهب يقول لكل من لقيه: «إن تظهر العزى (أي إذا ظهرت عبادتها وأفل نجم الإسلام) كنت قد اتخذت يدا عندها بقيامي عليها (أي أني قد أرضيتها بأن عرضت أن أكون سادنا لها)، وإن يظهر محمد على العزى - ولا أراه يظهر - فابن أخي (أي أنه ابن أخي ولا أراه يغضب علي)».

## نهاية عبادة العزى
كانت نهاية عبادة العزى في السنة الثامنة للهجرة في الخامس والعشرين من شهر رمضان عندما بعث النبي محمد ﷺ خالد بن الوليد في ثلاثين فارسا من أصحابه ليهدم البُسّ ويدمر العزى ويقضي على عبادتها. وقد اختلف الرواة في سرد قصة الهدم على ثلاث روايات:
- بعث النبي ﷺ خالد بن الوليد ليهدم بيت العزى، فلما وصل إليها أخذ خالد فأسا ودخل البيت فلقيه سادنها دبية بن حرمي السلمي فقال لخالد: "يا خالد! أنا أحذركها إن لها شدة لا يقوم إليها شيء". فلم يلتفت خالد إليه فمشى إليها بالفأس فهشم أنفها. فلما رأى السادن ذلك صاح يقول: "أَعُزّى اغضبي بعض غضباتك". فخرجت عليه امرأة حبشية عريانة مولولة، فقتلها خالد وأخذ ما في البيت من حلية، ثم أتى النبي ﷺ فأخبره بذلك، فقال النبي: تلك العزى، ولا تعبد العزى أبدًا"
- بعث النبي ﷺ خالد بن الوليد وقال له: «إيت بطن نخلة (اسم موضع) فإنك تجد ثلاث سمرات فاعضد الأولى». فأتاها خالد فعضدها وجاء إلى النبي ﷺ فسأله النبي قال: «هل رأيت شيئا؟» قال: «لا» قال: «فاعضد الثانية». فأتاها خالد فعضدها ورجع إلى النبي ﷺ فسأله: «هل رأيت شيئا؟» قال خالد: «لا» قال: «فاعضد الثالثة». فعاد خالد ليعضد الثالثة فإذا هو بحبشية نافشة شعرها واضعة يدها على عاتقها تصرف بأنيابها (أي تصدر صوتا بأنيابها) ومن خلفها دبية بن حرمي السلمي، فلما نظر إلى خالد قال:«أَعُزَّى شُدِّي شَدَّةً لا تُكَذّبي على خالد ألقي الخِمَار وشَمِّري فإنك إلا تقتلي اليوم خالدا تبوئي بذل عاجل وتَنَصَّري» فقال خالد: «يا عز كفرانك لا سبحانك إني رأيت الله قد أهانك»، ثم ضربها ففلق رأسها فإذا هي حممة (رماد)، ثم عضد الشجرة الثالثة وقتل دبية السادن وأتى النبي ﷺ فأخبره قائلًا: «تلك العزى، ولا عزى بعدها للعرب. أما أنها لن تعبد بعد اليوم»
- بعث النبي ﷺ خالد بن الوليد في ثلاثين فارسا إلى نخلة (اسم موضع)، وكانت بها العزى، فأتاها خالد بن الوليد، وكانت على ثلاث سمرات، فقطع السمرات وهدم البيت الذي كان عليها، ثم أتى النبي ﷺ فسأله وقال: «هدمت؟» فقال خالد: «نعم يا رسول الله» فقال النبي ﷺ: «هل رأيت شيئا ما؟» قال: «لا» قال: «فإنك لم تصنع شيئا، فارجع إليها فاهدمها». فرجع خالد وهو متغيظ، فلما رآه السدنة أمعنوا (هربوا) في الجبل وهم يقولون: «يا عزى خبليه، يا عزى عوريه، وإلا فموتي بِرُغْم». فأتاها خالد، فإذا امرأة عريانة، ناشرة شعرها، تحثو التراب على رأسها، والسدنة يصيحون بها حتى أخذ خالد اقشعرار في ظهره، وصار دبية السادن يصيح ويقول: أَعُزَّى شُدِّي شَدَّةً لا تُكَذّبي على خالد ألقي الخِمَار وشَمِّري فإنك إلا تقتلي اليوم خالدا تبوئي بذل عاجل وتَنَصَّري فقال خالد: «يا عز كفرانك لا سبحانك إني رأيت الله قد أهانك»، فجز لها بالسيف حتى قتلها وقطعها قطعتين، ثم رجع إلى النبي ﷺ فأخبره قائلًا: «نعم تلك العزى وقد يئست أن تعبد ببلادكم أبدا».

ولقد تنبأ النبي محمد ﷺ بأن تعود عبادة اللات والعزى ثانية. فقد روى مسلم في صحيحه: (لا يذهب الليل والنهار حتى تعبد اللات والعزى. فقلت: يا رسول الله ! إن كنت لأظن حين أنزل الله: ﴿هُوَ الَّذِي أَرْسَلَ رَسُولَهُ بِالْهُدَى وَدِينِ الْحَقِّ لِيُظْهِرَهُ عَلَى الدِّينِ كُلِّهِ وَلَوْ كَرِهَ الْمُشْرِكُونَ ۝٣٣﴾ [التوبة:33](أيضاً في 61:9، صورة الصف) أن ذلك تاما قال: إنه سيكون من ذلك ما شاء الله. ثم يبعث الله ريحا طيبة. فتوفى كل من في قلبه مثقال حبة خردل من إيمان. فيبقى من لا خير فيه. فيرجعون إلى دين آبائهم).

## كتب
- كتاب الأصنام